# Hodkovce
Hodkovce es un municipio del distrito de Košice-okolie en la región de Košice, Eslovaquia, con una población estimada a final del año 2024 de 411 habitantes.
Se encuentra ubicado en el centro de la región, en la cuenca hidrográfica del río Sajó (afluente derecho del Tisza) y cerca de la frontera con la región de Prešov y con Hungría.

## Demografía
| Año        | 1994 | 2004    | 2014     | 2024  |
| ---------- | ---- | ------- | -------- | ----- |
| Población  | 259  | 248     | 300      | 411   |
| Diferencia |      | −4,24 % | +20,96 % | +37 % |

| Año        | 2023 | 2024    |
| ---------- | ---- | ------- |
| Población  | 384  | 411     |
| Diferencia |      | +7,03 % |